# かまいたちの夜 (テレビドラマ)
『かまいたちの夜』（かまいたちのよる）は、チュンソフトのゲームソフト『かまいたちの夜』を原作としてTBS系列で2002年7月3日21時 - 22時48分に放送された単発の2時間ドラマである。

## 概要
2002年7月18日に発売されたゲームソフト『かまいたちの夜2 監獄島のわらべ唄』とのタイアップ企画であり、同作の初回限定版『スペシャルパッケージ』付属の特典DVDにゲームのメイキング映像やスタッフのインタビュー映像と共に本ドラマが全編収録された。
本作はTBS側によって「真夏のNo.1ミステリー」という宣伝文句がつけられていたが、脚本担当の伴一彦はこのドラマを「ホラーサスペンス」として書いたと発言している。
周囲の人々がゲームさながらに殺される、振り子時計の音がペンション内のシーンで終始流れ続けるなど、原作ゲームの雰囲気を壊す事なく映像化している。また、オープニングシーンでは実際のゲーム映像が登場している。TBSオンデマンドでも2012年2月より配信されているが、グロテスクな表現はモノクロ、静止画で処理されている。
脚本を担当した伴一彦の公式サイトにて本作の決定稿シナリオが公開されているが、実際の本編とは台詞やシーンが一部異なっている。

## あらすじ
人気ゲーム『かまいたちの夜』ファンサイトの常連メンバーたちは、オフ会を開いて「ゲームを再現する自主製作映画」を撮影する事になる。同サイトの常連の一人であるハンドルネーム「シュプール」の企画により、「シュプール」のモデルとなったペンション「クヌルプ」に集うこととなった。
主人公の佐竹高彦は、新幹線で向かう途中に、「寂しがり屋の真理」こと野村真理と知り合うが、彼女は高彦が想いを寄せている女性柳沢 涼子にそっくりであった。さらに、「俊夫命」こと日高俊夫も乗り込んできて、意気投合する。
なぜか予約していたはずのペンションの予約が取れておらず、オフ会メンバー達が立ち往生していると、そこに別のペンションの経営者が現れて彼ら一行を引き受けると言い、奇遇にもゲームと同じ名前のペンション「シュプール」に泊まることになる。
しかし、何故か携帯が通じないことはおろか突如起きた嵐により、ペンションは外界と断絶さる。さらに「こんや、しをもって、つぐなえ」という奇怪なメッセージが部屋から発見され、ゲームでの最初の被害者である「田中一郎」役で、高彦のバイト先の上司・伊勢谷剛が本当に殺されてしまう。
それを皮切りにして、周囲の人々が次々とゲームさながらに殺されていく。はたして犯人の正体とは、一体誰なのか？

## 登場人物・キャスト
佐竹 高彦（さたけ たかひこ） / 透（とおる）
演 - 藤原竜也
主人公。自分の意見を強く言えない、引っ込み思案なフリーターの青年。書店でバイトをしている。
ゲーム『かまいたちの夜』の主人公・“透”役で、ハンドルネームは「透もどき」。
幼少期に黒い服の少年と遊んだ記憶があり、小学校の時にゲームと同じ「透」という仲の良い友達がいた。ある日二人で悪ふざけをした罰として学校のウサギ小屋を掃除していた際にある不注意でウサギ小屋の火事を起こしてしまい、恐怖のあまり透を置き去りにして逃げてしまったが、透は共犯である高彦を庇って彼のことを皆に話さなかった。その一件以来透はいじめのターゲットにされ自分もいじめられないように敢えていじめに加担して、転校が決まった際も一切口を利かなかった、というのが彼の記憶であるが実際は逆で、ウサギ小屋が燃えた時に逃げ出したのは友人の方で、しかもその友人の名前は透ではなく俊夫であり、高彦は共犯者である俊夫のことを皆に話さなかったせいで、一人いじめのターゲットにされたことが終盤で明らかになる。一人ぼっちが続き寂しくなった高彦は「見えない友達」として空想の話相手を生み出し、やがてその「見えない友達」が涼子に対する好意を反映する形で「真理」となった。
終盤で自分の本当の記憶と真理の正体を思い出すも、彼女に半ば操られた状態となり、鎌で俊夫を教室跡で襲撃する。その際に俊夫を殺そうとする真理の意思に抗うため、「ウサギ小屋の事件を謝ってほしい」と俊夫に求めるも、俊夫がウサギ小屋のことを一切覚えていなかったため、真理に抗い切れず彼を惨殺してしまう。その後、服に俊夫の返り血が付いた状態で真理に「僕たち、友達だよね」と呟きながら座り込んでいた所で物語は幕を下ろす。なお、決定稿シナリオではその後シュプールを捜査していた警官が高彦を発見した際、彼らに向かって鎌を投げつけるという場面があったが本編ではそのような場面はなかった。
野村 真理（のむら まり） / 真理（まり）
演 - 内山理名
高彦が想いを寄せている、柳沢涼子似の女性で、初対面の際に涼子と勘違いした。
ゲーム『かまいたちの夜』のヒロイン・“真理”役で、ハンドルネームは「寂しがり屋の真理」。
正体は高彦の「見えない友達」が具現化した存在であり、この事件の真犯人「シュプール」でもある。顔が涼子似なのは、高彦の涼子に対する好意を反映したためである。「シュプール」である彼女が具現化してしまったのは「俊夫にウサギ小屋の事件を謝って欲しい」という高彦の思いがきっかけであるため、高彦が事実上の真犯人と言っても過言ではない。
日高 俊夫（ひだか としお） / 俊夫（としお）
演 - 小橋賢児、染谷将太（小学生時代）
明るい性格の埼玉県出身の大学生。
ゲーム『かまいたちの夜』の“俊夫”役で、ハンドルネームは「俊夫命」。
高彦が透と言っていた小学校の友達は実は彼であり、本名は「相馬 俊夫（そうま としお）」だったが、ウサギ小屋の火事の事件を一切覚えていなかった。その後、真理に操られた高彦に鎌で惨殺された。
細井 美香（ほそい みか） / 啓子（けいこ）
演 - 浅香唯
わがままな性格のOL。ペットとしてウサギを飼っており、夕食に出された肉料理をウサギとは知らず食べてしまい激怒する。
ゲーム『かまいたちの夜』の“啓子”役で、ハンドルネームは「チェリー」。
序盤で田中一郎役の伊勢谷が自分の部屋で殺害されたことにショックを受けて完全に精神を病んでしまい全裸で部屋を出ようとしたり、終いにはキッチンにあった包丁を使い伊勢谷の死体をバラバラに切り刻んでトイレに流すという狂気に走った。この事件の生存者の1人であり、夜が明けた際に血染めの包丁を持ちながら「うさぎ」のわらべ歌を歌っていた。
鈴木 智子（すずき ともこ） / 可奈子（かなこ）
演 - 濱田万葉
右目に眼帯を付けている、オカルト好きのOL。
ゲーム『かまいたちの夜』の“可奈子”役。
オカルトマニアであるため、一連の事件をかまいたちの仕業だと豪語している。終盤でリビング内で殺害された。
有田 裕子（ありた ゆうこ） / みどり
演 - 山下容莉枝
頭脳明晰なOL。
ゲーム『かまいたちの夜』の“みどり”役で、ハンドルネームは「地下室」。
実は一誠の不倫相手の一人で、それを前もって知っていた夏子に鍵の密室トリックを用いて殺害された。シュプールを訪れた際に一誠と一緒だったのはそのことの暗示である。
石塚 茂（いしづか しげる） / 美樹本（みきもと）
演 - 温水洋一
カメラ好きの男であり、映画撮影も担当している。
ゲーム『かまいたちの夜』の“美樹本”役で、ハンドルネームは「イタチの屁」。
犯人捜索の際、トイレに行くと言い出して捜索直前に高彦に没収されたカメラを取りにペンションへ戻ろうとした時に背後から仕掛けが施された鎌で刺されて気絶、その後朦朧とした意識の中で高彦の部屋の前で死亡する。
伊勢谷 剛（いせや つよし） / 田中 一郎（たなか いちろう）
演 - 田中要次
高彦のバイト先の書店の販売主任。涼子を巡る高彦の恋敵でもある。
ゲーム『かまいたちの夜』の“田中一郎”役。ハンドルネームは役名と同じ「田中一郎」で、高彦は彼がシュプールに現れるまで「田中一郎」であることを知らなかった。
高彦の上司でありながらも恋敵であるためか、職場で財布を紛失した際に真っ先に高彦を疑うなど彼との仲は非常に悪い。連続殺人の最初の犠牲者となり、死に際に「佐竹」と言い遺して死亡した上、高彦が彼の話をした際にうっかり「主任」と口を滑らせてしまい、そのことを彼の死に際の言動や石塚が高彦の部屋の前で死亡した件を含めて俊夫や逸郎に指摘されたことから終盤で全員から高彦が犯人と疑われる。
実は高彦は当初から田中一郎が伊勢谷であることを前もって知っていたが、どうしても信じたくない高彦はそれを知らないと自分に言い聞かせながら記憶から抹消してしまった。彼が真理の顔が何故涼子に見えなかったのかは最後まで不明だった。
山本 一誠（やまもと いっせい） / 香山（かやま）
演 - 北村総一朗
会社経営者の大阪人。
ゲーム『かまいたちの夜』の“香山社長”役に相当するが、オフ会のメンバーではなくたまたま妻の夏子と共にシュプールに宿泊して偶然事件に巻き込まれただけの単なる一般客。しかし、その風貌のせいでオフ会メンバーから頻繁に「香山さん」と呼ばれる。
妻とともにオフ会メンバーより先にシュプールに宿泊していた。みどり役としてシュプールに来た裕子とは以前から不倫していたため、その事実を前もって知っていた夏子に指摘された上、停電に気を取られた隙を突かれ彼女が持っていた果物ナイフで刺殺された。彼が殺害される直前に夏子が発した「（他に付き合っている）女、たくさんいるんでしょ？」という発言から裕子以外にも不倫相手が何人か存在しているらしい。ゲームの香山より性格がキツい。
山本 夏子（やまもと なつこ） / 春子（はるこ）
演 - 萩尾みどり
一誠の妻。
ゲーム『かまいたちの夜』で香山の妻である“春子”役に相当するが、夫の一誠と同様オフ会メンバーではない。
みどり役である裕子を鍵を使った密室トリックで殺害した、もう一人の犯人。夫の不倫と不倫相手の裕子のことを知っており、夫に裕子殺しの真相と不倫を前もって知っていたことを告げた後に夫を殺害した。彼女は裕子と夫を殺害した犯人であるが、他の皆を無差別に殺していった犯人「シュプール」は彼女ではなく真理であり、終盤に夫を殺害した果物ナイフで首を刺されて死亡する。
大林 逸郎（おおばやし いつろう） / 小林（こばやし）
演 - 佐野史郎
ペンション「シュプール」のオーナー。
ゲーム『かまいたちの夜』の“小林”役に相当する。彼が経営するペンションの名前もゲームと同一だが、ペンションの建物自体は似ても似つかず、高彦が通っていた廃校の小学校をペンションとして改装したもの。
終盤で背中を鎌で刺され、高彦を監禁したワインセラーで彼を縛った縄を切った後に「私たちが間違っていた」と呟いて死亡する。
大林 直子（おおばやし なおこ） / 今日子（きょうこ）
演 - 松金よね子
逸郎の妻。
ゲーム『かまいたちの夜』で小林の妻である“今日子”役に相当するが、夫の逸郎を「ボクちゃん」と呼んで甘やかす事から夫よりかなり年上ではないかと思われる。後に犯人「シュプール」に脅迫されてペンション内に妨害電波の発生装置を取り付けたことが明らかになる。終盤においてキッチン内で殺害された。
「シュプール」
オフ会の企画者のハンドルネーム。企画者であるはずだが、本来の会場であるはずのペンション「クヌルプ」の予約を取らず、代わりに大林が経営するペンション「シュプール」にオフ会メンバーを誘導した。オフ会にも一切姿を現さず、皆から殺人犯ではないかと目される。
柳沢 涼子（やなぎさわ りょうこ）
演 - 内山理名（2役）
高彦が想いを寄せている、真理にそっくりな高彦のバイト先の書店に併設するカフェで働く女性。伊勢谷と付き合っている様子である。彼女の存在が、高彦の「見えない友達」の容姿が「真理」となるきっかけとなった。

## スタッフ
- 製作：TBS
- 制作：TBSエンタテインメント
- 協力：株式会社チュンソフト
- 脚本：伴一彦
- 演出：吉田秋生
- 音楽：御園雅也
- プロデューサー：中川善晴
- ロケ協力：森の学校、文教堂書店、ホテルアミューズ富岡